# Blanice (přírodní památka)
Blanice je přírodní památka ve správních územích obcí Kratušín, Záblatí a Zábrdí v okrese Prachatice v Jihočeském kraji. Předmětem ochrany je tok řeky Blanice s výskytem vzácných a ohrožených druhů živočichů, ke kterým patří perlorodka říční, vranka obecná, mihule potoční, střevle potoční nebo vydra říční.

## Historie
V povodí Blanice od pravěku do začátku devatenáctého století probíhala těžba zlata. Dochovaly se po ní odvaly, které mohou obsahovat vysoké koncentrace těžkých kovů. Samotná řeka slouží jako vodárenský tok a spodní polovina chráněného území zasahuje do druhého stupně ochranného pásma vodního zdroje vodní nádrže Husinec. Bagrování říčních sedimentů zhoršuje prostředí pro chráněné druhy ryb a může ničit hnízdní stěny využívané ledňáčkem říčním.
Negativně se projevuje lesní hospodářství v povodí řeky, protože způsobuje erozi ve výše položených částech povodí. Drobné přítoky potom přinášejí jemné sedimenty do Blanice. Hrubší písek a štěrk do Blanice splavuje Cikánský potok. Přítoky ve dvacátém století ovlivnily také chemismus vody v řece, protože do ní přinášely zvýšené množství látek původem ze zemědělství. K nim patřily rozpuštěné živiny (dusík, fosfor) a pesticidy. Jedním z jejich velkých zdrojů je Zbytinský potok, který protéká intenzivními pastvinami a kejdovanými loukami. Podobně Farský potok je ovlivněn ornou půdou a odvodňovacími systémy. S přeměnou orné půdy na luční a pastevní hospodaření koncem dvacátého století došlo ke zlepšení stavu.
Z rekreačních aktivit v chráněném území probíhá jen ojedinělá vodácká turistika a rybářství. Do řeky jsou v prostoru přírodní památky vysazováni pstruh duhový, pstruh potoční a lipan podhorní.
Chráněné území vyhlásil Krajský úřad Jihočeského kraje v kategorii přírodní památka s účinností od 2. ledna 2014.

## Přírodní poměry
Přírodní památka s rozlohou 7,29 hektarů leží v nadmořské výšce 545–583 metrů v katastrálních územích Horní Záblatí, Kratušín, Saladín a Zábrdí u Lažišť v okrese Prachatice. Tvoří ji tok řeky s břehovými porosty. Chráněný úsek začíná u mostu silnice mezi Horním Záblatím a Kratušínem a končí u mostu u Podedvorského mlýna. Území se překrývá se stejnojmennou evropsky významnou lokalitou.

### Abiotické poměry
Geologické podloží tvoří kvartérní nivní sedimenty, na nichž se vyvinul převážně půdní typ fluvizem. V geomorfologickém členění Česka přírodní památka leží v Šumavském podhůří. Horní část až k ústí Cikánského potoka patří k podcelku Prachatická hornatina a okrsku Libínská hornatina, zatímco níže položená část leží v Bavorovské vrchovině a v okrsku Husinecká vrchovina.
Přírodní památka chrání asi tři kilometry dlouhou oligotrofní část toku řeky, jejíž šířka se pohybuje v rozmezí pět až patnáct metrů. Úsek má hrubozrnné dno a nachází se ve spodní části pstruhového pásma. Povodí příslušné ke konci přírodní památky měří asi 200 kilometrů čtverečních. Ve vyhlášeném ochranném pásmu (1,04 hektaru) v blízkosti ústí Cikánského potoka se nachází olšina s tůněmi, v nichž se vyskytuje několik druhů obojživelníků.
V rámci Quittovy klasifikace podnebí se přírodní památka nachází v mírně teplé oblasti MT3, pro kterou jsou typické průměrné teploty −3 až −4 °C v lednu a 16–17 °C v červenci. Roční úhrn srážek dosahuje 600–750 milimetrů, počet letních dnů je 20–30, počet mrazových dnů se pohybuje od 130 do 160 a sněhová pokrývka zde leží 60–100 dnů v roce.

### Flóra a fauna

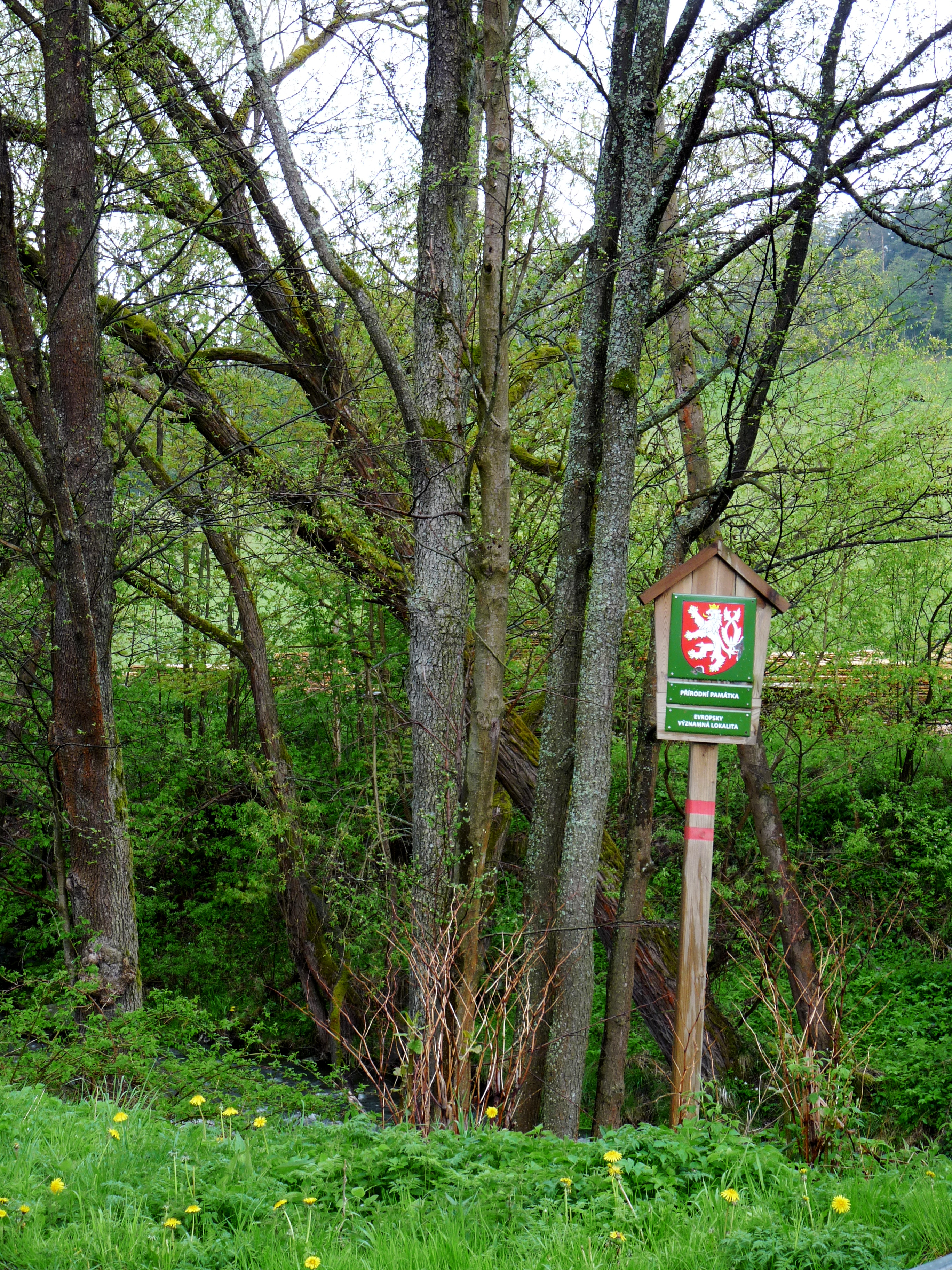
Okraj přírodní památky u Podedvorského mlýna

V břehových porostech převažuje měkký luh s olší, vrbou a střemchou. Hlavním předmětem ochrany je výskyt perlorodky říční (Margaritifera margaritifera), vranky obecné (Cottus gobio), mihule potoční (Lampetra planeri) a vydry říční (Lutra lutra). Vydra se v přírodní památce vyskytuje v počtu několika jedinců.
Perlorodka říční se v dotčeném úseku vyskytovala ve velkých počtech, ale ve druhé polovině dvacátého století v důsledku zhoršování jakosti vody a výstavy husinecké přehrady většina populace vymřela. V roce 2002 bylo možné pozorovat jen její roztroušené zbytky v podobě schránek. V roce 2011 však byla potvrzena existence ojedinělých kolonií v blízkém okolí přírodní památky, roztroušených jedinců v přírodní památce a také zasažení populace hostitelských ryb vývojovým stádiem perlorodky (tzv. glochidia, resp. tumidia).
Stabilní populace vranky obecné dosahuje v chráněném území tisíců jedinců, ale v porovnání s oblastmi hojného výskytu druhu je hustota populace nízká. Podobné nároky jako vranka má velmi početná populace mihule potoční a málo početná populace střevle potoční.
K zaznamenaným, ale málo početným rybám patří také jelec jesen (Leuciscus idus) a mník jednovousý (Lota lota). Z dalších živočichů byli místy pozorováni ropucha obecná (Bufo bufo), ještěrka obecná (Lacerta agilis), užovka obojková (Natrix natrix) a dva jedinci ledňáčka říčního (Alcedo atthis).